# ستبرتنه
ستبرتنه (نام علمی: Pachycormus) نام یک سرده از تیره ستبرتنگان است.